# Joshua Wade
Joshua Alan Wade (13 de marzo de 1980 - 14 de junio de 2024) fue un asesino en serie estadounidense condenado a 99 años de prisión por dos asesinatos cometidos en Alaska en 2000 y 2007, respectivamente. Wade se declaró culpable de uno de los asesinatos ante un tribunal federal para evitar su ejecución. Siete años más tarde, como parte de un acuerdo de culpabilidad, confesó otros tres asesinatos que se remontan a 1994, incluido uno del que había sido absuelto previamente, a cambio de un traslado a una prisión federal.

## Primeros años
Joshua Alan Wade nació el 13 de marzo de 1980 en Great Falls, Montana, pero se trasladó a Anchorage muy joven para vivir con su padre, mientras su madre recurría a dejarlo al cuidado de un conocido para poder trabajar. Sin que ella lo supiera, ese mismo conocido empezó a abusar sexualmente de su hijo cuando éste tenía cinco años, lo que afectó enormemente a Wade, que reprimió sus sentimientos y dejó de ir a la iglesia. Tras sufrir un fracaso amoroso en su adolescencia, empezó a desarrollar problemas de ira y poco después comenzó a meterse en líos con las fuerzas del orden. Según su padre, su hermana y varios amigos, Wade expresaba abiertamente su odio hacia las mujeres, en particular hacia las nativas de Alaska.

## Asesinatos
El primer asesinato confeso de Wade fue el de John Michael Martin, de 38 años, esquizofrénico en paro que apareció muerto de un disparo en un carril bici de Anchorage en mayo de 1994. Poco antes de su muerte, Martin había salido de un Village Inn que visitaba habitualmente para tomar un café con unos amigos. En el momento del asesinato, Wade tenía 14 años y no se le conocía ninguna relación con su víctima. Cinco años después, en diciembre de 1999, afirmó haber matado a Henry Ongtowasruk, de 30 años, en un motel de Knik-Fairview. Su víctima padecía una enfermedad mental y había vivido en el motel aproximadamente una semana antes de que un empleado lo encontrara muerto a tiros en una de las habitaciones. Al igual que Martin antes que él, Ongtowasruk no tenía ninguna relación previa conocida con Wade.
Una noche de septiembre de 2000, Wade y unos amigos conducían por Spenard cuando vio a Della Brown, de 33 años, una mujer nativa de Alaska adicta a las drogas y al alcohol. Tras dejar a sus amigos, volvió al lugar donde había visto a Brown e intentó robarle. Se produjo un forcejeo en el que Wade la venció y le rompió la cabeza con una piedra. Después dejó su cuerpo semidesnudo en un cobertizo abandonado lleno de basura, y más tarde se lo enseñó a unos conocidos. Supuestamente, mató a un hombre no identificado que le había acompañado al cobertizo donde mató a Brown; según Wade, dejó inconsciente a la víctima, la metió en el maletero de su coche y se fue a tomar unas copas. Al volver al coche y oír los golpes en el maletero pidiendo ayuda, condujo fuera de la ciudad hasta una zona apartada del valle Matanuska-Susitna, lo sacó del coche, le pisó repetidamente la cabeza, le quitó la ropa y, finalmente, le disparó dos veces en la cabeza al estilo ejecución. Procesamiento y absolución por el asesinato de Brown.
Finalmente, uno de los conocidos que vio el cadáver de Brown denunció el incidente a la policía, lo que dio lugar a la detención de Wade. Las pruebas físicas que lo vinculaban al crimen eran escasas y, en el juicio, sus abogados lo presentaron simplemente como un "charlatán" que exageraba hasta extremos increíbles para impresionar a sus amigos. Como ellos mismos eran delincuentes, las afirmaciones de los conocidos de Wade se desestimaron con facilidad, dejando pocas posibilidades de condena. Como resultado, fue absuelto de casi todos los cargos presentados contra él, a excepción del de manipulación de pruebas, por el que fue condenado a seis años y medio de prisión. Sin embargo, al año siguiente fue puesto en libertad condicional. Siempre fue conocido por las fuerzas de seguridad y sospechoso de ser el responsable, pero en aquel momento no se disponía de pruebas.

## Asesinato de Mindy Schloss y detención
En 2007, Wade se mudó a una nueva casa en Anchorage, donde se convirtió en el vecino de al lado de Mindy Schloss, enfermera de 52 años que trabajaba en Fairbanks. El 3 de agosto, se enfadó tras un día aparentemente duro en el trabajo y decidió robar a Schloss, que estaba en casa en ese momento. Tras entrar sigilosamente en su casa, Wade la sujetó con bridas y la obligó a entregarle su tarjeta de cajero automático y su PIN antes de meterla en el asiento trasero de su Acura Integra rojo. Después condujo hacia el norte, hacia una zona aislada cerca de Wasilla, y, a punta de pistola, obligó a Schloss a adentrarse en el bosque, donde posteriormente le disparó en la nuca con una Glock. Tras asegurarse de que estaba muerta, quemó su cuerpo y abandonó la zona.
Poco después, una amiga de Schloss denunció su desaparición tras no presentarse en el trabajo ni devolverle las llamadas. Una inspección de su casa reveló que le habían robado el coche y, tras un mes de búsqueda, el 13 de septiembre se localizó su cuerpo parcialmente calcinado. Las autoridades, que ahora lo consideraban un asesinato, comprobaron su actividad financiera y se dieron cuenta de que alguien había retirado dinero con su tarjeta de cajero automático. Casualmente, un hombre de aspecto similar fue visto abandonando el coche de Schloss en un aeropuerto de Anchorage.
Tras descartar a la pareja de Schloss como sospechoso, las autoridades empezaron a investigar a los vecinos, interesándose especialmente por Wade debido a sus condenas penales y a su infame juicio por asesinato. Al ser interrogadas, dos de sus exnovias confirmaron que era el hombre que aparecía en las grabaciones de vigilancia, pero cuando fueron a su casa, ya había huido. Su paradero siguió siendo desconocido hasta el 2 de septiembre, cuando una amiga suya informó de que estaba merodeando fuera de su casa. La policía acudió al lugar, pero para entonces Wade ya se había ido a casa de un conocido cercano, donde retuvo rehenes a punta de pistola. Tras varias rondas de negociaciones con un abogado, lograron convencerle de que se rindiera.

## Juicio, sentencia y confesiones
Tras su detención, Wade fue conducido a comisaría, donde se negó rotundamente a hablar con los investigadores, que intentaron engañarle para que confesara alegando que ya habían hablado con Schloss, pero no lo consiguieron. Aunque las autoridades temían no poder condenarle debido a la falta de un cadáver, todo cambió cuando finalmente se localizó el cuerpo de Schloss, seguido en rápida sucesión por una coincidencia positiva del ADN de Wade, hallado en su coche. Se localizaron más pruebas incriminatorias tras confirmarse que llevaba el mismo abrigo que el hombre de las imágenes de vigilancia, que tenía un recibo con el PIN de Schloss y una foto en su teléfono en la que se veía la misma Glock utilizada en el asesinato.
Wade fue acusado del asesinato de Schloss en un tribunal estatal y se enfrentaba a otros cargos federales por robo de vehículo, hurto y fraude bancario. Aunque en el estado de Alaska no existe la pena de muerte, la inclusión del cargo de robo de vehículo le hacía merecedor de la pena de muerte federal. Para evitarlo, Wade aceptó un acuerdo propuesto por la fiscalía: sería condenado a 99 años de prisión en la cárcel estatal y a cadena perpetua en la federal a cambio de admitir su culpabilidad en el asesinato. Además, confesó voluntariamente haber matado también a Brown, afirmando en un discurso que lamentaba lo que había hecho y que merecía un castigo mucho más severo.
Tras el juicio, Wade fue trasladado para cumplir su condena en el centro penitenciario de Spring Creek, en Seward. Inicialmente intentó modificar su acuerdo con la fiscalía, pero al no conseguirlo, se puso en contacto con las autoridades estatales y federales en 2014 afirmando que tenía una propuesta para ellas. Una vez entrevistado, Wade admitió haber cometido otros tres asesinatos y exigió que, a cambio, lo trasladaran a cumplir su condena en el sistema penitenciario federal, petición que le fue concedida y pronto fue trasladado a la USP Terre Haute. Posteriormente fue encarcelado en la prisión estatal de Indiana en el momento de su muerte. Desde que admitió su participación en los otros tres asesinatos, el FBI y la policía estatal han intentado descubrir la identidad de la víctima desconocida, así como relacionarlo con otros delitos violentos.

## Muerte
El 14 de junio de 2024, Wade fue encontrado inconsciente en su celda de la Prisión Estatal de Indiana y posteriormente declarado muerto. Actualmente se está investigando su muerte. En los medios de comunicación y en la cultura popular los crímenes de Wade han sido tratados en varios programas de televisión sobre crímenes reales, como Murder She Solved, Cold Blooded Alaska: Winter Kill, Fatal Frontier: El mal en Alaska y Los asesinos más malvados.